# Syrische strijdkrachten
De Syrische strijdkrachten (Arabisch: القوات المسلحة العربية السورية) zijn de militaire strijdkrachten van de Syrische Arabische Republiek.  De organisatie is onderverdeeld in het Syrische leger, Syrische zeemacht,  Syrische luchtmacht, Syrische luchtverdediging en verschillende paramilitaire troepen zoals de National Defence Force. Volgens de Syrische grondwet is de opperbevelhebber de president van Syrië.
Syrië is een land met een dienstplicht waarbij mannen in dienst gaan vanaf de leeftijd van 18 jaar.  Zij kunnen een vrijstelling krijgen als zij geen broer hebben die voor de ouders kan zorgen. Voor de start van de  burgeroorlog was de duur van dienstplicht verminderd tot 24 maanden (2005), daarna 21 maanden (2008) en ten slotte tot 18 maanden (2011).
Sinds de start van de Syrische Burgeroorlog was het aantal militairen in het leger gedaald van 325.000 tot 150.000 (december 2014) door oorlogsslachtoffers, desertie en ontwijking.  Daardoor werden er nieuwe verordeningen van kracht waarbij ook burgers die de dienstplicht reeds vervuld hadden, werden opgeroepen als reservist om de gaten in de rangen op te vullen.  Tegen deserteurs en ontwijkers werden er arrestatiecampagnes opgezet.
Israël claimde op 10 december 2024 met een luchtaanval alle marineschepen van de Syrische strijdkrachten in de haven van Latakia te hebben vernietigd.